# ایبیاس
ایبیاس دهستانی در استان آستوریاس اسپانیا است.
در این دهستان ۲٬۰۹۸ نفر زندگی می‌کنند. مساحت این دهستان ۳۳۳٫۳۰ کیلومتر مربع است.